# Станислав Жолкевски
Станислав Жолкевски (пољ. Stanisław Żółkiewski; 1547, Туринка (Лавов), Пољско-литванска унија – 7. октобар 1620, село Цецора (Јаши), Кнежевина Молдавија, Османско царство) је био пољски племић, магнат и војни командант Државне заједнице Пољске и Литваније. Био је веома активан војник у јужним и источним границама државе. Био је и административни члан државне заједнице Пољака и Литваније. Био је и кастелан Лавова (од 1590.), војвода Кијевског војводства и Канцлер велике кроне (пољ. Kanclerz wielki koronny). Од 1589. био је краљеви пољски војвода, а од 1613. постане велики краљеви хетман.
Био је веома активан војник, који се борио против Шведске, Руса, Османског царства и Кримских Татара. Познат је по великој победи изнад руско-шведске војске код Клушина 1610., након чега су Пољаци почели да упадају у Московску кнежевину све до окупације Москве.
Умро је у битки код Цецоре (Османско царство) 1620., када је одбио да се повуче са положаја. Његова херојска смрт је само повећала његов углед након смрти. Био је један од најбољих војних лидера пољско-литванске уније.

## Биографија

#### Младост
Станислав Жолкевски је рођен у селу Туринка 1547., код галицијског града Лавов, као Станислав Жолкевски реда Лубича . Жолкевски је у Лавову похађао катедралну школу. За разлику од осталих племича, није имао високог образовања и није ишао на страна ућилишта. Више се образовао самостално, нарочито је проучавао историју. 1566. постане члан краљевског двора Сигисмунда II Августа, као помоћник краљевог секретара Јана Замојског. На двору постане присталав ексекутивног гибања, које је тражило административне и војне реформе. 1573. судјелује у дипломатској мисији у Францију, код новог краља Анрија III Валоаја. На повратку за Пољску послан је и на бечки двор за смиривање са Хабзбурзима.

#### Рана каријера
Жолкевски је прве бојна искуства добио под командом краља Стефана Баторија за време Гдањског устанка, где је командовао четом пољских хузара. Под Стефаном Баторијем судјеловао је у ливонијских кампанијама борећи се у Полоцку, Велижу, Соколу и у опсади код Пскова.
Жолкевски је одржавао политичну алијансу са пољском племишком породицом Замојски, док је био у сукобу са породивом Зборовски. У ноћи од 11. на 12. мај 1584. ухапсио је Самуила Зборовског, члана пољске шљахте. Зборовски је након тога усмрћен због, наведно, издаје, чин је контроверзно прихвачен код пољске шљахте, и осуђиван од неких на Сејму 1585.
За време пољског сукцесијског рата 1588., између краља Сигисмунда III Васе и краља Максимилијана III Аустријског, Жолкевски је подржао пољског краља Сигисмунда III. У бици код Бичине командовао је десним крилом, где је био и рањен у кољено. Последице рана су остале до краја живота. За заслуге за победу у тој бици проглашен је за пољског краљевог хетмана и постао староста Хрубјешова.

#### Пољски краљеви хетман
Након титуле пољског краљевог хетмана Станислав Жолкевски је сузбијао кримско-татарске упаде у Малорусији (Украјина). 1590 постао је кастелан града Лавов. Његови захтеви за појачање одбране против Кримских Татара нису била услишана.
1595. судјеловао је у молдавијски кампанији, у бици код Цецоре, на реку Прут. 1596. гуши устанак малоруских Козака Северина Наливајка (Козачки устанак Наливајка). Северин Наливајко је био ухапшен ин касније мучен и убијен (разчетворен коњима) у Варшави. Остале ухапшене Козаке су линчовали пољски војници. Макасрирање и убиство Северина Наливајка је довео до погоршања пољско-козачких односа.
1600. Жолкевски се врати у Молдавију, где судјелује у рату молдавских магната. 20. октобра 1600. пољско-латвијски комонвелт помогне Молдавски кнежевини у победи код Букова, над Михајем Храбрим (Кнежевина Влашка).
1601. Жолкевски учествује у пољско-шведском рату (1600—1611) у Ливонији. Победио је у опсади Валмијера (октобар-децембар 1601) и од марта до маја 1602. у опсади зауме још град Фелин. Исте године води пољску војску до победе код Талина, победа у опсади код Вајзеншатјна (мај-септембар 1602) приморала је Шведску да потпише предају. За време опсаде Станислав Жолкевски је боловао и предао водство пољске војске Каролу Ходкевичу.
1606. поновно се враћа у Малорусију, где победи Кримске Татаре у борби код реке Удич. Исте године подржи пољског краља Сигисмунда III Васу за време забжидовскога устанка пољске шљахте. Устанак је гушио иоако је његов ментор Јан Замојски подржавао устанике. У битки код Гузова водио је лево крило ројалиста.> Станислав Жолкевски је ипак имао сакривене амбиције до устаника и његова војска није узела вечег учешћа у боју, где су победили ројалисти. Ту је била и последица ненапредовања у хетманату - краљ му још није доделио титулу Велики краљевски хетман, иако је већ био војвода Кијева (1608—1618).
У другој половини 1609. године учествује у Пољско-руском рату (1605—1618), где је помагао Владислава IV Васу да заузме московски трон, са идејом да би пољско-латвијски комонвелт дошао у унију са Руским царством под пољским краљем (Пољско-руска унија).
На делагаријевом походу 1610. победи шведско-руске силе у битки код Клушина. Након успешне кампаније и пораза Руса уђе у Москву и ухапси руског цара Василија Шујског и његову браћу, Ивана и Димитрија Шујског. Пољски краљ Сигисмунд III Васа је одбацио политичке планове Станислава Жолкевског, поготово јер би се морао пољски (нови руски цар) Владислав IV Васа, католик, преузети православну веру.
После повратка из Москве почео је да пише своје мемоаре Почетак и напредовање у рату са Москвом, која је издана 1612. године и веома је критична до пољског краља. 1612. постане учитељ и ментор будућег хетмана и војног лидера, Станислава Конецпољског. Те године се опет варти у Малорусију због одбране од Татарких и Молдавских упада као и козачких устанака. На Сејму 1616. године представи план о набору војника пољ. O chowaniu żołnierza kwarcianego, која је требало да повећа број војника, поготово за борбу против Козака. План од Сејма није прихваћен.

#### Последње године
Станислав Жолкевски није био увјек у најбољем светлу. 1616. оптужен је да није помогао Самуела Корецког у битки код Сасовог Рога, непотписање примирја код Буше 1617, којим се одрекао неких територија у корист Молдавије, Влашке (тврђава Хотин) и Османског царства; Турци су обуставили нападе Кримских Татара а Пољаци нападе Козака на Турке. Договор је касније нулиран управо од Козака и Татара који се тога нису држали. 1618. у Подољу је дошло до битке код Оринина, где су се Татари повукли од сила Жолкевског и Станислава Конецпољског.
Након тога, 1618., ипак добије нову булаву и титулу Канцелар велике кроне. Тада је, за једно време, постао један од најјачих особа пољско-литванског комонвелта, одма након краља. Позиција, до које је, један од ретких, стигао не преко породице, него преко војних успеха и велике репутације.
Иако је био старији човек (добрих 70 година), активно је судјеловао у војним походима до самог краја. Умро је 7. октобра 1620. за време одступања у бици код Цецоре, где су га поразили Турци. Битка је била један део од Пољско-османских рата (1620—1621), која је прекинула молдавијску кампанију. Сама битке код Цецоре сатављена је из више етапа, где су Турци уништавали пољске чете, у пољедњим нападима пао је и Станислав Жолкевски. По анекдоти, одбио је да се повлачи и остао са заштитница, која је бранила одступ Пољацима. Пре смрт добио је последњи закрамент од оца Симона Виборског.
Након битке Турци су нашли трупло, одсекли му главу и слали Султану у Цариград. Његова удова откупила је трупло и свога сина, који је био ухапшен током борбе код Цецоре, где је Станислав и страдао. Станислав Жолкевски је покопан у цркви светог Лаурентија у граду Жовква, Украјина. Тврђава у Жолкви је саграђена за време његовог владања.

## Породица и имање
Станислав Жолкевски је био удан за Регину Хербутовну, имали су сина Јана и две кћерке (Катарина и Софија). За живота, Станислав је акумулирао велико богатство. Био је феудалац код Борисопоља, Бродија, Винице и Жолкве. Његов годишњи приход је износио око 100.000 злота, тада је тиме био један од најбогатијих чланова пољско-латвијског комонвелта. Његова средства је наследио Јакуб Собјески који се оженио са Станислављевом кћерком Софијом, Станиславов унук је постао Јан III Собјески, војни лидер и пољски краљ.

## Спомен на Жолкевског
Трагична смрт Жолкевског дала је маха у пољској култури. Портретиран је и многим делима, савремени портрети Теофила Сембега и Станислава Витковцког дали су му место у (пољском) пантеону несмртних. Поменут је и писаним делима, књиге Стефана Жеромског, Јозефа Шујског, Јулијана Немцевича и Марије Конопицке. Легенде о смрти Жолкевског су именоване често.
1621. син Станислава Жолкевског, Јан, подигао му је споменик код града Березовца (рум. Călărășeuca), Молдавија. На споменику је био надпис Како је слатко и пристојно да се умре за своју земљу: 
Quam dulce et decorum est pro patria mori
Споменик је био срушен 1868. године, обновљен 1912. и 2003. године.Данас се код споменика окупља пољска мањина у Молдавији.